# Andrejs Rastorgujevs
Andrejs Rastorgujevs (Alūksne, 27 maggio 1988) è un biatleta lettone.

## Biografia
Ha esordito in Coppa del Mondo l'11 dicembre 2009 a Hochfilzen (95°), ai Giochi olimpici invernali a Vancouver 2010 (50° nella sprint, 58° nell'inseguimento, 19° nella staffetta) e ai Campionati mondiali a Chanty-Mansijsk 2011 (66° nella sprint, 43° nell'individuale, 14° nella staffetta).
Nelle successive rassegne iridate di Ruhpolding 2012 e Nové Město na Moravě 2013 ha gareggiato nella sprint e nell'individuale classificandosi, rispettivamente, all'83º e al 68º posto e al 65º e al 50º posto. Ai XXII Giochi olimpici invernali di Soči 2014 è stato 17° nella sprint, 9° nell'inseguimento, 14° nella partenza in linea e 32° nell'individuale), mentre l'anno dopo ai Mondiali di Kontiolahti si è piazzato 42° nella sprint, 48° nell'individuale e 25° nell'inseguimento.
Ai Mondiali di Oslo 2016 si è classificato 20° nella sprint, 27° nell'inseguimento, 59° nell'individuale e 26° nella partenza in linea e a quelli di Hochfilzen 2017 è stato 57° nella sprint, 37° nell'inseguimento, 56° nell'individuale, 22° nella staffetta e 25° nella staffetta; il 19 marzo 2017 a Oslo Holmenkollen  ha ottenuto il primo podio in Coppa del Mondo (2º). Ai XXIII Giochi olimpici invernali di Pyeongchang 2018 si è classificato 24º nella sprint, 12º nell'inseguimento, 59º nell'individuale e 28º nella partenza in linea; ai Mondiali Oberhof 2023 è stato 7º nella sprint, 9º nell'inseguimento, 5º nella partenza in linea, 56º nell'individuale e 18º nella staffetta, a quelli di Nové Město na Moravě 2024 ha vinto la medaglia d'argento nella partenza in linea e si è classificato 12º nella sprint, 19º nell'inseguimento, 4º nell'individuale, 16º nella staffetta e 8º nella staffetta mista individuale e a quelli di Lenzerheide 2025 si è piazzato 33º nella sprint, 26º nell'inseguimento, 16º nell'individuale, 20º nella partenza in linea e 18º nella staffetta.

## Palmarès

### Mondiali
- 1 medaglia:
  - 1 argento (partenza in linea a Nové Město na Moravě 2024)

### Europei
- 5 medaglie:
  - 2 ori (individuale a Nové Město na Moravě 2014; sprint a Val Ridanna 2018)
  - 1 argento (sprint a Minsk-Raubyči 2020)
  - 2 bronzi (sprint a Nové Město na Moravě 2014; inseguimento a Duszniki-Zdrój 2017)

### Coppa del Mondo
- Miglior piazzamento in classifica generale: 13º nel 2018
- 4 podi (3 individuali, 1 a squadre):
  - 2 secondi posti (individuali)
  - 2 terzi posti (1 individuale, 1 a squadre)